# Raasay House

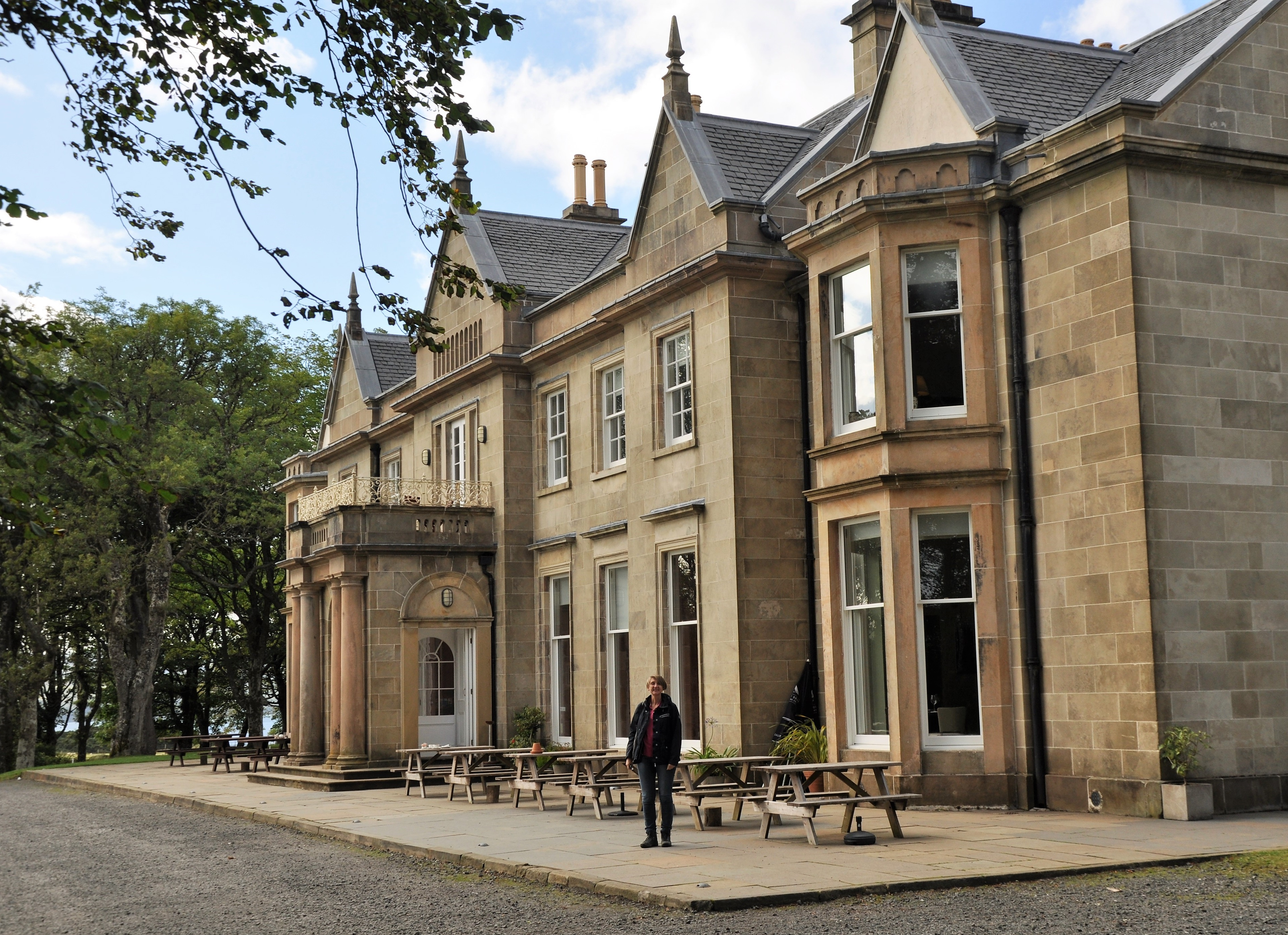
Raasay House

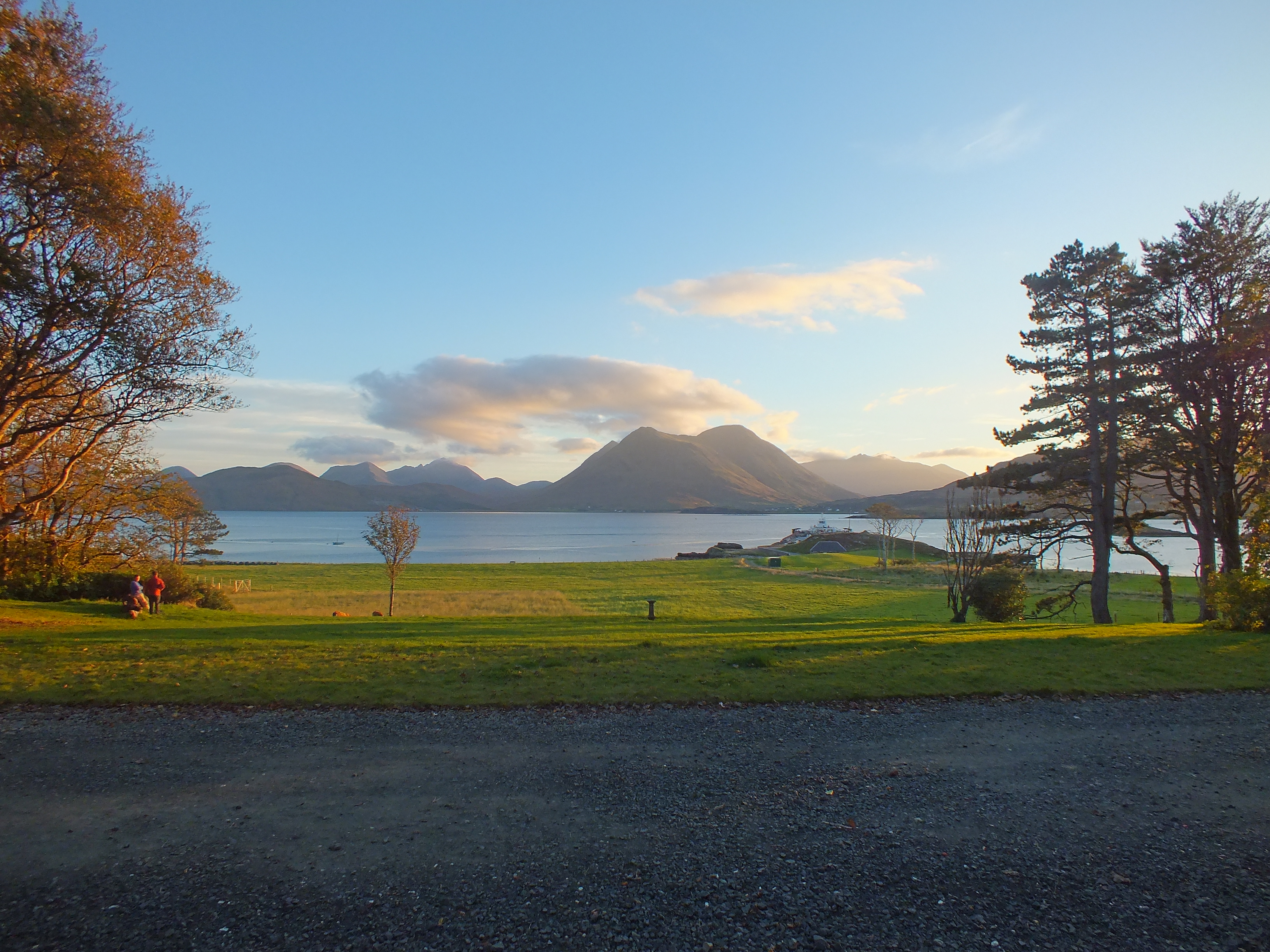
Blick von Raasay House über den Sound of Raasay auf Skye

Raasay House ist ein Herrenhaus auf der schottischen Hebrideninsel Raasay, die zur Council Area Highland gehört. 1971 wurde das Bauwerk in die schottischen Denkmallisten zunächst in der Kategorie B aufgenommen. Die Hochstufung in die höchste Denkmalkategorie A erfolgte 2001. Der zugehörige Gutshof ist separat als Kategorie-B-Denkmal klassifiziert, während das Gärtnerhaus als Kategorie-C-Bauwerk eingestuft ist. Raasay House und das Gärtnerhaus bilden zudem zusammen ein Denkmalensemble der Kategorie A. Zuletzt ist das Gesamtanwesen im schottischen Register für Landschaftsgärten verzeichnet. In zwei von sieben Kategorien wurde das höchste Prädikat „herausragend“ verliehen.

## Geschichte
Bereits seit dem Mittelalter waren die MacLeods Herren von Raasay. Ihren Stammsitz Brochel Castle im Norden der Insel gaben die MacLeods of Raasay bis zum späteren 17. Jahrhundert auf. Ihr neuer Sitz, Kilmoluag Castle, befand sich am Standort von Raasay House oder in dessen Umgebung. Die Keimzelle von Raasay House wurde um 1720 erbaut. Malcolm MacLeod, der zehnte Clan Chief, schloss sich der jakobitischen Sache an. Nach der Niederlage bei Culloden brannten royalistische Truppen daher den Wehrbau nieder. Um 1762 wurde das Gebäude durch John MacLeod unter Wiederverwendung erhaltener Fragmente neu aufgebaut. 1771 verweilten Samuel Johnson und James Boswell auf Raasay House. Der elfte Clan Chief ließ Pflanzungen vornehmen, welche den Grundstein des im Laufe des 19. Jahrhunderts angelegten Parks bildeten.
Zwischen 1790 und 1805 wurde Raasay House erweitert und erhielt seine klassizistische Hauptfassade. Die Macleods verkauften das Herrenhaus im Jahre 1843 zum Preis von 37.000 £ an die Familie Rainy aus Edinburgh. Der erste Rainy-Laird vertrieb 1846 die Bewohner von 14 Siedlungen auf Raasay, um Weideland für die Schafzucht zu gewinnen (vergleiche Highland Clearances). Zwei Jahre später ließ er Raasay House substantiell erweitern. Vermutlich plante der schottische Architekt Charles Wilson den Ausbau. Wie auch die Rainys lebten die Woods, die das Herrenhaus 1875 erwarben, nur zeitweise auf der Insel. Wallace Thorneycroft, der mit dem Hüttenwerk von William Baird & Co zusammenarbeitete, kaufte das Anwesen im frühen 20. Jahrhundert. Im Mai 1911 ging es dann an William Baird über. Nach einer Prospektion nach Eisenlagerstätten wurde eine Mine mit Außengebäuden und Infrastruktur eingerichtet. Der Abbau wurde 1918 eingestellt. Nachdem Raasay House zeitweise als Hotel genutzt worden war, übernahm das Highland and Islands Development Board 1978 das renovierungsbedürftige Gebäude und Teile des Anwesens. 2007 wurde das Herrenhaus an die Gemeinde verkauft. Es begannen Restaurierungsarbeiten, die aufgrund eines Brandes und des Bankrotts eines Bauunternehmens bis 2013 andauerten. Nach Eröffnung durch den lokalen Parlamentsabgeordneten Charles Kennedy wird es wieder als Hotel betrieben.

## Beschreibung
Raasay House steht am Südwestufer von Raasay nahe dem an dieser Stelle nur rund einen Kilometer weiten Sound of Raasay und blickt auf die gegenüberliegende Insel Skye. Inverarish, der Hauptort Raasays, liegt etwas mehr als einen Kilometer südöstlich. Das Mauerwerk des klassizistischen Baus besteht aus Steinquadern mit abgesetzten, polierten Natursteineinfassungen. Die südexponierte Hauptfassade des zweigeschossigen Herrenhauses ist sieben Achsen weit. Sie ist mit Mittel- und Eckrisaliten sowie einer Porte-cochère mit rundbogigen Öffnungen ausgeführt. Sämtliche Fenster sind mit Architraven und bekrönenden Gesimsen ausgeführt. Die Sprossenfenster sind teils gekuppelt. Zu beiden Seiten setzen sich Anbauten fort, die mit ihren abgekanteten Ausluchten die Hauptfassade auf neun Achsen erweitern. Die rückwärtige Fassade ist mit Harl verputzt. Die Dächer sind mit Schiefer eingedeckt.

## Gutshof
Der ehemalige Gutshof befindet sich rund 200 Meter südöstlich von Raasay House. Er wurde um 1800 für James MacLeod errichtet und 1877 für E. H. Wood nach einem Entwurf von Alexander Ross überarbeitet. Vier längliche Gebäude umschließen allseitig einen länglichen Innenhof. In dem Komplex waren unter anderem Stallungen, Scheunen, Zwinger, Werkstätten sowie die Milchviehhaltung untergebracht. Seine südwestexponierte Hauptfassade ist 13 Achsen weit. Öffnungen sind rundbogig ausgeführt. Über dem zentralen Torweg erhebt sich ein Uhrenturm mit flach geneigtem Plattformdach. Er ist schlicht ausgestaltet mit einem auskragenden Kranzgesims.

## Gärtnerhaus
Das rund 100 Meter nördlich des Herrenhauses gelegene Gärtnerhaus wurde um 1851 nach einem Entwurf Charles Wilsons′ erbaut. Die südexponierte Hauptfassade des eingeschossigen Gebäudes ist drei Achsen weit. Es ist in einer äußerst schlichten Form des Klassizismus ausgestaltet. Die zentrale Eingangstüre ist bekrönt. Die zwölfteiligen Sprossenfenster sind noch erhalten. Aus dem Schieferdach treten zwei Dachgauben heraus, die späteren Datums sind. Das Satteldach ist mit giebelständigen Kaminen ausgeführt. Erwähnenswert ist die außerordentliche Qualität der Steinarbeiten der Einfassungen.